# Stine Jørgensen
Stine Jørgensen, född 3 september 1990 i Dronninglund i Brønderslev, är en dansk handbollsspelare (vänsternia).

## Karriär
Stine Jørgensen började att spela handboll vid fem års ålder i hemstaden hos Dronninglund IF. När hon var 15 år skiftade hon till Aalborg DH, där hon 2005–2008 var aktiv i ungdomslaget. Jørgensen spelade sedan i seniorlaget hos Aalborg DH från 2008 till 2013. Med Aalborg vann hon en silvermedalj i danska mästerskapet 2009. I den följande säsongen deltog hon för första gången i EHF Champions League. I november 2012 bytte hon klubb till FC Midtjylland Håndbold där hon spelade i fyra säsonger 2013–2017. Med FCM vann hon danska cupen 2014 och 2015. 2015 vann hon DM-guld med FCM. 2015 vann hon också EHF:s  Cupvinnarcupen. Hon har sedan spelat för HC Odense  2017-2020. Efter att ha fått barn bytte hon klubb till tyska SG BBM Bietigheim.

### Landslagskarriär
Jørgensen spelade både med junior- och ungdomslandslaget. Hon var med och vann bronsmedaljen vid U-18-VM 2008 men slutade bara på plats nr 13 vid U-19-EM året därefter, 2009. Jørgensen debuterade den 24 september 2010 mot Turkiet i en katastrofmatch som Danmark förlorade med 16-31. VM i Brasilien 2011 var hennes första stora mästerskapsturnering. Hon lade fem mål på nio matcher och Danmark slutade som nummer 4. Ett år senare tillhörde hon EM-laget 2012. I turneringen svarade hon för 25 mål i sju matcher. Jørgensens största framgång i landslaget hittills är med VM-laget i Serbien 2013, då  Danmark vann bronsmedaljen. Hon deltog också vid EM 2014, VM 2015 och EM 2016 då hon blivit lagkapten i landslaget. Vid EM 2016 i Sverige blev hon tvåa i skytteligan med totalt 47 mål. Hon har sedan spelat VM 2017 i Tyskland och EM 2018 i Frankrike. Före turneringen i Frankrike var hon skadad och kunde inte spela på högsta nivå i EM 2018. Hon har 2019 spelat 148 landskamper och gjort 485 mål för landslaget.